# Navia arida
Espèce
Classification phylogénétique
Synonymes
- Navia igneosicola L.B.Sm., Steyerm. & H.Rob., 1986

Navia arida est une espèce de plante de la famille des Bromeliaceae.

## Synonymes
Navia igneosicola L.B.Sm., Steyerm. & H.Rob., 1986.

## Distribution
L'espèce serait originaire du Venezuela mais sa répartition exhaustive n'est pas connue. On la trouve au Venezuela, notamment dans les États d'Amazonas et de Bolívar.